# Gare de Vic-le-Comte
Ne doit pas être confondu avec Gare de Vic-Fezensac, Gare de Vic - Mireval ou Gare de Vic-sur-Cère.
La gare de Vic-le-Comte est une gare ferroviaire française de la ligne de Saint-Germain-des-Fossés à Nîmes-Courbessac située sur la commune de Vic-le-Comte, dans le département du Puy-de-Dôme, en région Auvergne-Rhône-Alpes.
C'est une gare de la Société nationale des chemins de fer français (SNCF), desservie par des trains TER Auvergne-Rhône-Alpes.

## Situation ferroviaire
Établie à 351 m d’altitude, la gare de Vic-le-Comte est située au point kilométrique (PK) 437,206 de la ligne de Saint-Germain-des-Fossés à Nîmes-Courbessac, entre les gares des Martres-de-Veyre et de Parent - Coudes - Champeix.

## Service des voyageurs

### Accueil
Gare SNCF, elle dispose d'un bâtiment voyageurs, avec guichet, ouvert du lundi au vendredi, fermés les samedis dimanches et jours fériés. Elle est équipée d'automates pour l'achat de titres de transport TER.
Un souterrain permet la traversée des voies et le passage d'un quai à l'autre.

### Desserte

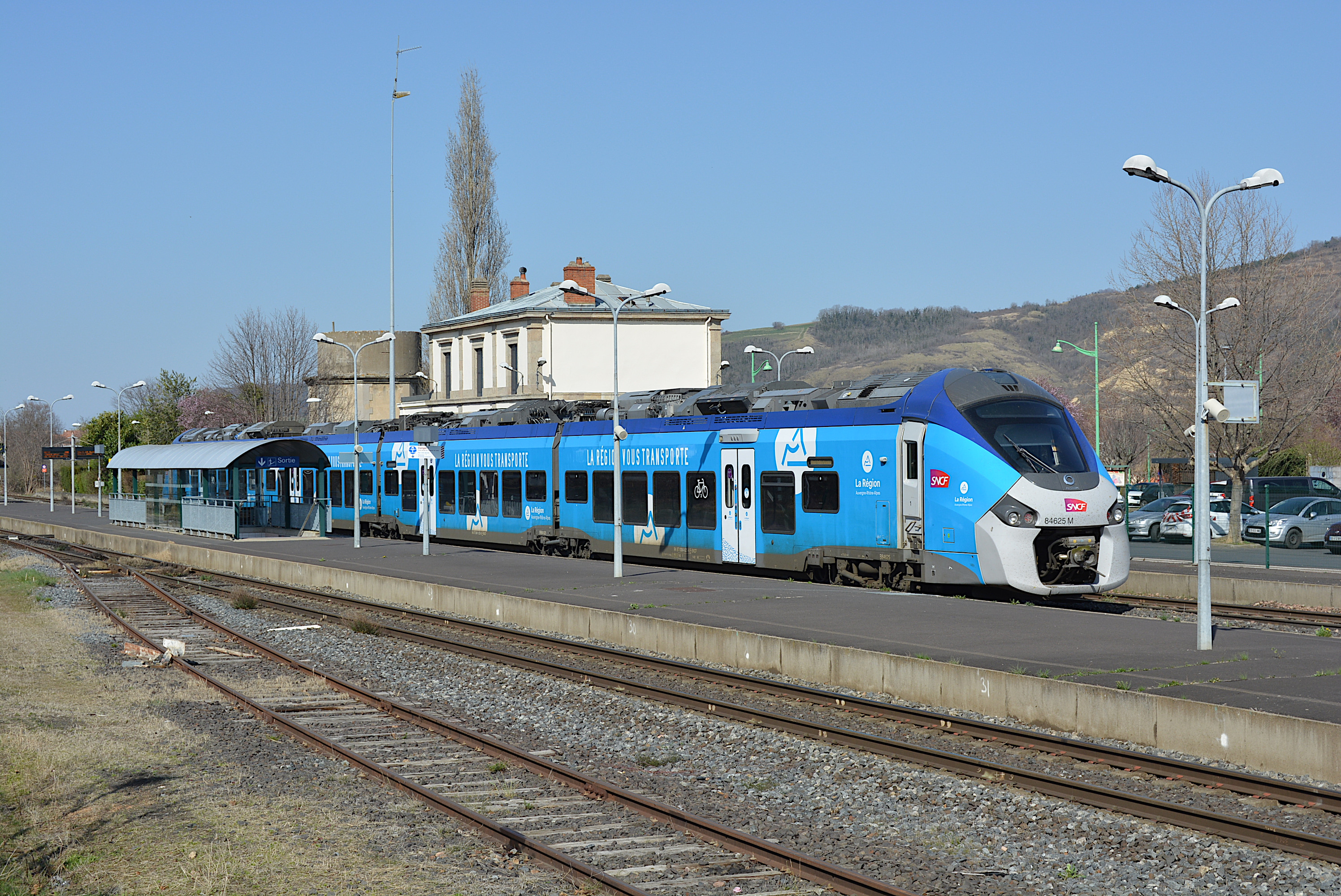
Un Régiolis en 2022.

Vic-le-Comte est desservie par des trains TER Auvergne-Rhône-Alpes qui effectuent des missions :
- omnibus Clermont-Ferrand – Vic-le-Comte ;
- semi-directes Clermont-Ferrand – Issoire – Brioude, sans arrêt entre la halte de La Pardieu et Vic-le-Comte ;
- dépassant Clermont-Ferrand (vers Riom et au-delà)[2].

On note aussi la desserte de cette gare par deux TER en provenance du Puy-en-Velay.

### Intermodalité
Un abri à vélos et un parking pour les véhicules sont aménagés. La commune met en service un bus navette entre le centre ville et la gare.